# Franciszek Józef Tarło
Franciszek Józef Tarło herbu Topór (zm. w 1731 roku) – wicemarszałek Trybunału Głównego Koronnego w 1725 roku, kasztelan lubelski w latach 1725–1731, starosta wieluński i pilzneński.
Był posłem województwa sandomierskiego na sejm 1720 roku.